# Papichamp
David Rodríguez (José C. Paz, 27 de febrero de 1995) más conocido como Papichamp, es un cantante argentino de música urbana reconocido por haber sido miembro del grupo de cumbia De La Calle y por su carrera como solista, en la que destaca la producción discográfica Dímelo Wacho. En 2019 anunció su segundo álbum de estudio, titulado Dinastía y programado para ser publicado en el segundo semestre del año.

## Carrera musical

### Inicios y «De la calle»
Inicialmente, Rodríguez integró el dúo proveniente de la localidad de San Miguel, De la Calle, a comienzos de la década de 2010. En este dúo, donde combinaba la cumbia argentina con el reguetón, permaneció hasta el año 2017, momento en el que decidió lanzar su carrera como solista bajo el nombre de Papichamp.

### Solista
El 30 de diciembre de 2018, Papichamp publicó su primer álbum de estudio como solista, titulado Dímelo Wacho, con la participación de Ignacio Matías Spallatti, más conocido como Ecko. La canción «Árabe», perteneciente al disco, consiguió más de cuarenta millones de reproducciones en YouTube en menos de un año y se mantuvo durante varias semanas en el Hot 100 de Billboard en la Argentina. «Rompe», otra colaboración con Ecko, también alcanzó millonarias reproducciones en la popular plataforma de vídeos.
Tras registrar colaboraciones con los cantantes uruguayos Agus Padilla (en la canción «Papi»), El Reja (en la canción «Poolparty») y con la agrupación de cumbia Dame 5 (en la canción «Hablar es gratis»), el artista firmó un contrato de distribución digital con la compañía argentina MOJO en 2018 y anunció su nuevo álbum de estudio, titulado Dinastía y programado para su publicación en el segundo semestre de 2019. Para este disco, el músico cuenta con la producción de Omar Varela (en la canción «Pariseo») y de Cristian Kris (en la canción «Selfie»).
En 2021, participó en remixes como «Remake» y «Turraka (Remix)», y logró los primeros lugares en tendencias en su país natal y en Uruguay con la canción «Combi nueva», en la que también participaron Ecko, Blunted Vato y L-Gante. Un año después presentó «Pa que explote», en colaboración con Callejero Fino, con un videoclip inspirado en a estética del juego de video Counter Strike.

### Actualidad
En enero de 2023 presentó una nueva canción titulada «Pal Party» con los artistas Kaleb Di Masi y Ecko, descrita como una fusión entre el RKT y la música electrónica. El 18 de marzo se presentó en el Festival Lollapalooza en el Hipódromo de San Isidro. El mismo mes, presentó el remix de la canción «Vamos a amanecer», con la colaboración de Ecko y Alejo Isakk.

## Discografía

### Con De La Calle
| Año  | Título                          | Discográfica |
| ---- | ------------------------------- | ------------ |
| 2011 | Traje cumbia                    | MOJO         |
| 2016 | Grabaciones encontradas, Vol. 2 | MOJO         |
| 2016 | Grabaciones encontradas, Vol. 1 | MOJO         |
| 2015 | En vivo en aeropuerto bailable  | MOJO         |
| 2012 | Más negro que la noche          | MOJO         |

### Como solista
| Año  | Título       | Discográfica |
| ---- | ------------ | ------------ |
| 2018 | Dímelo Wacho | MOJO         |

### Colaboraciones destacadas
- 2018 - «Papi» (con Agus Padilla)
- 2018 - «Poolparty» (con El Reja)
- 2018 - «Hablar es gratis» (con Dame 5)
- 2021 - «Remake» (con Néstor en Bloque, L-Gante, Perro Primo y John C)
- 2021 - «Turraka (Remix)» (con Kaleb Di Masi, Ecko, Blunted Vato y Bruno LC)
- 2022 - «Pa Tra Rkt (Remix)» (con Callejero Fino, L-Gante, Ecko, Kaleb Di Masi, John C, Homer El Mero Mero, y Fili Wey)